# Ремаген
Ремаген (њем. Remagen) град је у њемачкој савезној држави Рајна-Палатинат. Једно је од 74 општинска средишта округа Арвајлер. Према процјени из 2010. у граду је живјело 16.064 становника. Посједује регионалну шифру (AGS) 7131070.

## Географски и демографски подаци
Ремаген се налази у савезној држави Рајна-Палатинат у округу Арвајлер. Град се налази на надморској висини од 60 метара. Површина општине износи 33,2 km². У самом граду је, према процјени из 2010. године, живјело 16.064 становника. Просјечна густина становништва износи 484 становника/km².